# هیروشی اوشیما
اوشیما هیروشی (به ژاپنی: 大島 浩, Ōshima Hiroshi)؛ ۱۹ آوریل ۱۸۸۶ – ۶ ژوئن ۱۹۷۵) فرد نظامی اهل ژاپن بود.